# Больсена (озеро)
Больсе́на (итал. Lago di Bolsena) — озеро в Италии, в западных предгорьях Центральных Апеннин. Расположено в кальдере потухшего вулкана.
Озеро было сформировано около 370 000 лет назад в результате провала кратера вулкана Вулсини. Два острова в южной части озера были сформированы подводными извержениями позже. Согласно записям римских историков, последний раз активность вулкана наблюдалась в 104 году до н. э.
Озеро имеет овальную форму, характерную для вулканических озёр. Площадь озера составляет 113,5 км², высота уровня воды — 305 м, наибольшая глубина — 151 м, средняя глубина — 81 м. Объём воды — 9,2 км³. Питается, кроме атмосферных осадков, небольшими источниками. Площадь водосборного бассейна — 159,5 км². Сток через реку Марта в Тирренское море.
Больсена находится в северной части провинции Витербо (итал. Viterbo), которая называется Верхний Лацио (Alto Lazio) или Тусция (Tuscia). По берегам озера идёт римская консульская Кассиева дорога (итал. Via Cassia). Вокруг Больсены существует множество туристических стоянок.
Римляне назвали это озеро Лакус Волсинии (лат. Lacus Volsinii), от названия города этрусков Велзна (Velzna), долго противостоявшего Риму и полностью разрушенного после 264 года до н. э.

## Острова

### Бизентина
Бизентина (итал. L’isola Bisentina) — самый большой остров озера, его площадь составляет 17 га, интересен для посещения. Добраться до острова можно с помощью парома, который ходит от Каподимонте несколько раз в день. Можно увидеть первозданную природу острова, вечнозелёные дубовые рощи, итальянские сады, панорамы и множество исторических памятников, таких как:
- церковь Святого Джакомо и Святого Христофора (Santi Giacomo e Cristoforo) с её куполом, возведённым архитектором Джакомо да Виньола;
- францисканский женский монастырь;
- Rocchina — небольшую церковь Святой Екатерины (Santa Caterina), построенную в виде восьмиугольника архитектором Антонио да Сангалло, она стоит на месте этрусского colombarium, на скалистом возвышении в озере;
- часовню Распятия (cappella del Crocifisso) с её фресками пятого столетия;
- Мальту дей Папи (Malta dei Papi) — тюрьму для священнослужителей, признанных виновными в ереси, имеющую форму маленькой мрачной пещеры, свет в которую попадает через люк, расположенный на высоте 20 м.

Этруски и римляне оставили немного следов своего пребывания на острове. В IX веке остров служил убежищем от набегов сарацинов. В середине XIII века земля стала собственностью рода Бизенцио (di Bisenzio), которые сожгли поселения на острове после разногласия с его жителями.
В 1261 папа римский Урбан IV отвоевал остров, но в 1333 году поселения были вновь разрушены Людовиком Баварским, которого Папа затем обвинил в ереси и отлучил от церкви. С начала XV века остров стал собственностью семьи Фарнезе, в это время остров процветал и был посещён многими Папами.
В 1635 году островом управлял Одоардо Фарнезе, герцог Кастро, который вступил в конфликт с церковью, в результате которого потерпел полное поражение. Два острова перешли под управление церкви, которая вскоре их уступила. В настоящее время островом владеет княгиня Беатриче Спада-Потенциани.

### Мартана
Расположенный напротив города Марты, остров Мартана (итал. L'isola Martana) служил укрытием для мощей Святой Кристины (Santa Cristina) от варваров. Во время господства готов, в 535 году на острове встретила свою ужасную смерть остготская королева Амаласунта: её кузен Теодахад, желая захватить власть, подослал к ней наёмных убийц.
В настоящее время остров является частной собственностью и не доступен для посещения.

## Сток
Из озера вытекает река Марта (итал. Il fiume Marta), которая несёт свои воды в Тирренское море. После прохождения через Марту, Тусканию и Тарквинию она достигает моря в области песчаных пляжей Тарквинии. В этом прекрасном регионе, между руслами Марты и Миньона, был создан заповедник «Солончак Тарквинии» (Riserva Naturale di Popolamento Animale «Salina di Tarquinia»).

## Поселения
На берегах озера расположены следующие поселения:
- Больсена (Bolsena) — город, давший название озеру, известен чудом Тела Господня (Corpus Domini) и пластичными картинами, подготавливаемыми к фестивалю Святой Кристины, патронессы города;
- Монтефьясконе (Montefiascone) — возвышается над озером со своими внушительными памятниками, такими как средневековая цитадель (Rocca) и купол церкви Святой Маргариты (Santa Margherita), древняя епископская резиденция, знаменит своим вином «Est! Est!! Est!!!»;
- Марта (Marta) — деревня, известная фестивалями в честь Мадонны дель Монте (Madonna del Monte), жители занимаются в основном сельским хозяйством и рыболовством.
- Каподимонте (Capodimonte) — стоит на берегу озера, имеет пристань, от которой на остров Бисентина ходит паром;
- Валентано (Valentano) — место рождения Паоло Руффини, в бывшем замке семьи Фарнезе находится музей доисторического прошлого Тусции;
- Градоли (Gradoli) — известен своим маслом и вином (марки «Aleatico»), здесь сохранился дворец кардинала Александра Фарнезе, ставшего впоследствии папой римским Павлом III.
- Гротте-ди-Кастро (Grotte di Castro) — здесь находятся пещеры, давшие имя городу, кроме того это центр производства картофеля и чечевицы.
- Сан-Лоренцо-Нуово (San Lorenzo Nuovo) — восстановлен в конце XVIII века, известен своей современной архитектурой.